# Самофракийский холокост

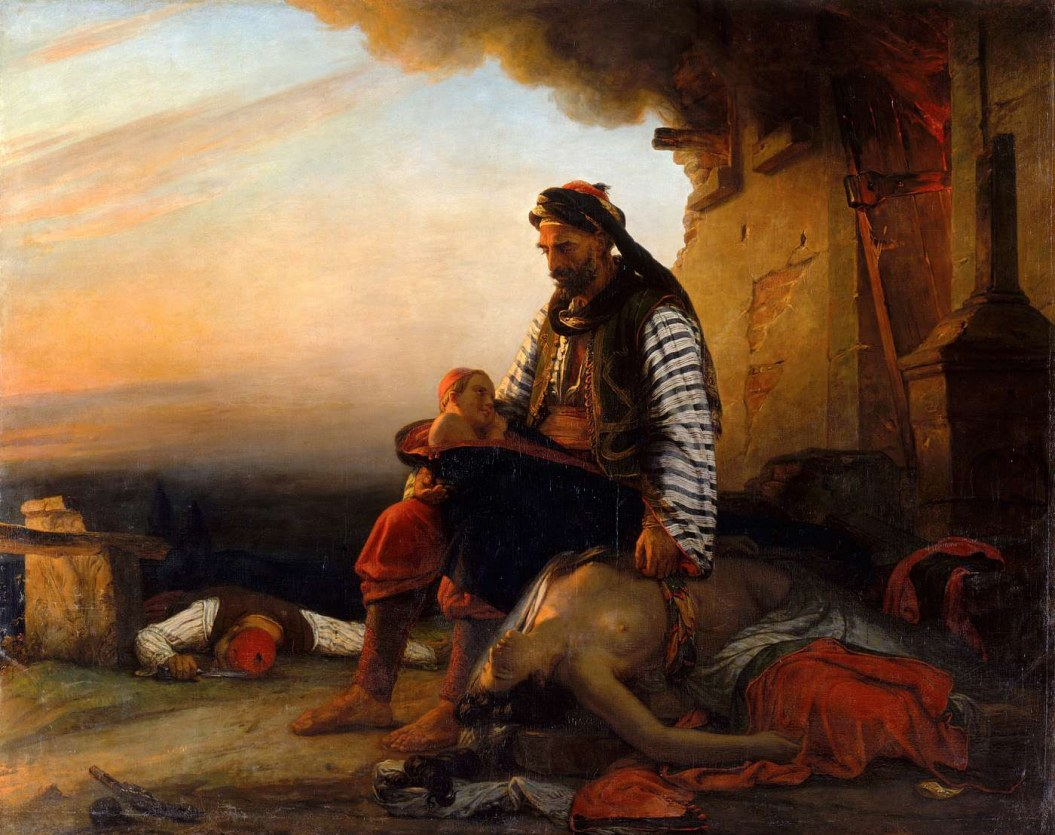
Огюст Виншон. Грек оплакивает свою семью, погибшую во время резни в Самофракии.

Самофракийский геноцид (греч. Το ολοκαύτωμα της Σαμοθράκης, сентябрь 1821 г.) — физическое истребление силами Османской империи греческого населения острова Самофракия. Событие Освободительной войны в Греции 1821—1829 годов.

## Самофракийский холокост в искусстве и историографии
Ника Самофракийская — один из самых известных экспонатов парижского Лувра. Там же, в Лувре, находится картина «После резни на Самотраки» (Après le massacre de Samothrace), написанная французским художником Огюстом Виншоном в 1827 году и посвященная разрушению и истреблению населения этого греческого острова.
Хотя само событие было известно с 1821 года, последующие подобные события большего масштаба и значения (Хиосская резня, Псарская резня и др.) оставили разрушение этого, незначительного тогда, греческого острова в тени.
Так, французский историк и путешественник Лакруа М. Луи посвящает всего две строчки этому событию: «…турки безжалостно разрушили этот остров во время освободительной войны Греции»
Две строчки посвящает событию и Жюль Верн в своём единственном историческом романе «Архипелаг в огне»:
«Остров Самофракия подвергся во время войны жестокому опустошению» и
«В то время как Хиосу и Самофракии пришлось так много выстрадать от турок…»
.

## События
Греческая революция разразилась в марте 1821 года. Появление 19 апреля единственного корабля с восставшего острова Псара было достаточным основанием для посвящённого в Филики Этерия старейшины острова Георгиса Хадзиса для того чтобы провозгласить, что островитяне свободны и отказываются платить налоги султану.
Хадзис дал указание готовить укрепления, ожидая помощи греческого флота, но в действительности отряд защитников острова не превышал 50 человек.
1 сентября 1821 года османский флот высадил войска. Хадзис и его отряд оказали сопротивление, но были перебиты. Однако турки не ограничились зачинщиками бунта.
Около 10 тысяч жителей острова было вырезаны и примерно столько же обращены в рабство и проданы на рынках Константинополя и Смирны (Измир).
Истребление населения продолжалось 30 дней, по истечении которых была объявлена амнистия.
Однако поверившие в амнистию и покинувшие свои убежища в горах 700 самофракийцев были собраны и вырезаны в русле речки, которая с тех пор и носит имя Эфкас (700 на местном говоре — Εφκάς, επτακόσιοι).
С тех пор, когда самофракийцы говорят «я не из 700», это означает «я не легковерный».
После того как османские корабли, вывесив на реях 20 казнённых самофракийцев, покинули остров, на нём продолжали жить 25-30 выживших семей (как сообщает выживший священник Г. Манолакис).
Сэр Гренвилл Темпл, посетивший Самофракию через 13 лет, в 1834 году, писал, что остров был опустошён и обезлюдел и что все здания оставались разрушенными.
Пробитое штыком Евангелие, найденное в разрушенной церкви Богородицы, хранится в Афинском национальном историческом музее.

## Самофракийские новомученики
В последующие годы на остров вернулись несколько сотен спасшихся островитян. Среди них были и обращённые в рабство, и принявшие насильственно ислам. Пятеро из выживших и обращенных насильственно в ислам (Мануил Палогудас, Михаил Киприос, Теодорос Калакос, Георгиос Курунис и Георгиос безымянный) в 1837 г. вернулись к православной вере. В результате все пятеро были переправлены турками на материк, где в селе Макри, недалеко от города Александруполис, были подвергнуты пыткам и умерщвлены. Память их почитается в воскресение Святого Фомы (Первое воскресение после Пасхи), а их останки хранятся в церкви Богородицы на Самотраки.
.

## Эпилог

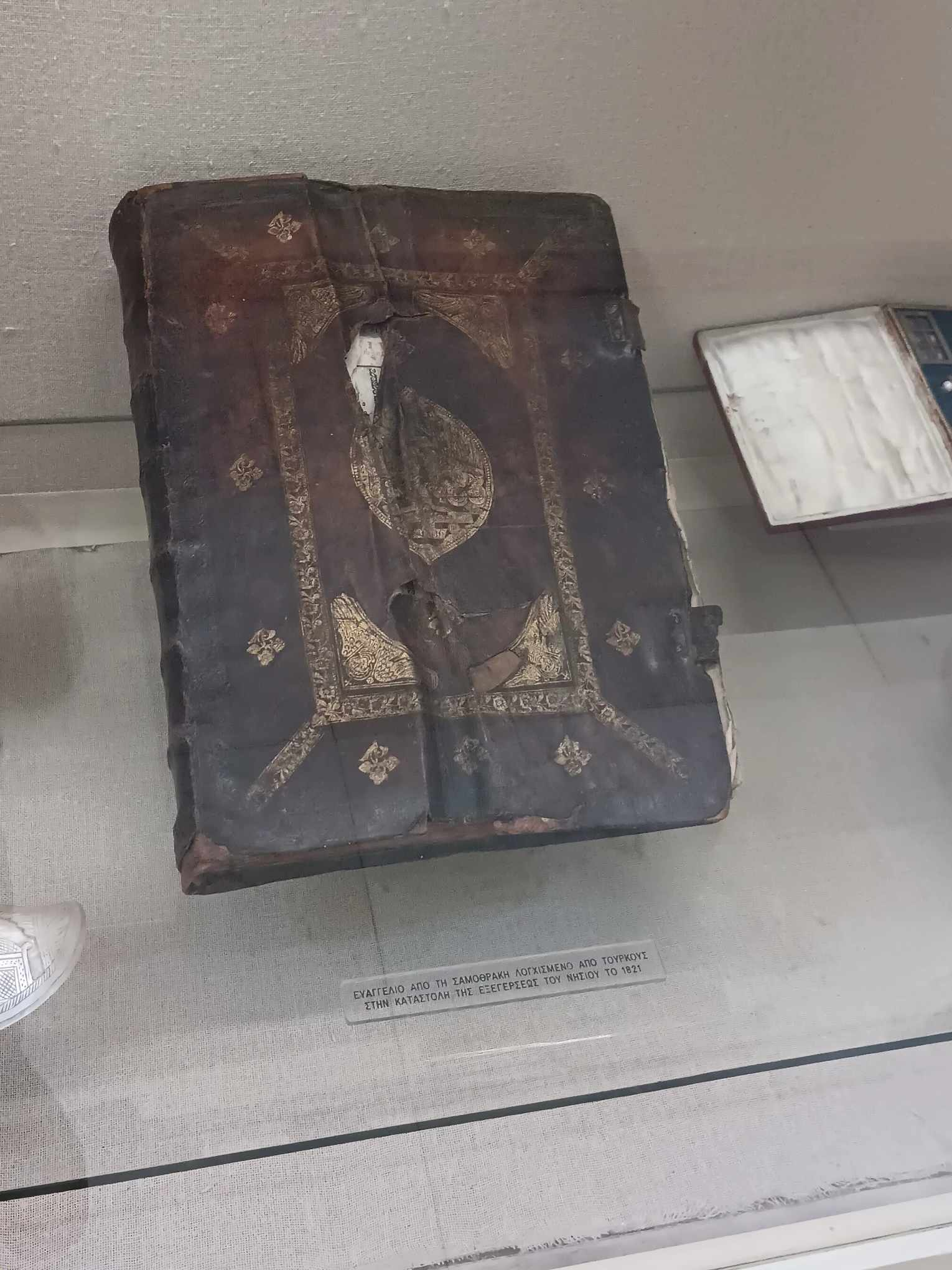
Пробитая штыком Библия

Выжившие жители Самотраки с годами собрались на острове. К 1835 г. на острове проживали 500 человек. К началу XX века остров населяли 3 тысячи человек, но коренные островитяне являются меньшинством сегодняшнего населения острова. Основную часть населения составляют в основном переселенцы с близлежащих островов Лесбос, Имброс, Тасос, Лемнос, из Фракии и малоазийского Кидониес (Айвалык).
День Самофракийского холокоста учреждён Афинской Академией только в 1980 году и отмечается каждое 1 сентября.